# Trzęsówka
Trzęsówka – wieś w Polsce, położona w województwie podkarpackim, w powiecie kolbuszowskim, w gminie Cmolas, w południowo-zachodniej części Kotliny Sandomierskiej.
W latach 1975–1998 wieś administracyjnie należała do województwa rzeszowskiego.
Wieś w powiecie sandomierskim w województwie sandomierskim w XVI wieku była własnością starosty sandomierskiego Hieronima Mieleckiego.
Siedziba parafii św. Anny, należącej do dekanatu Kolbuszowa Zachód, diecezji rzeszowskiej.
We wsi działa klub sportowy „Vigor Trzęsówka”. Znajduje się w niej zabytkowy kościół.

## Integralne części wsi
| SIMC    | Nazwa    | Rodzaj     |
| ------- | -------- | ---------- |
| 0647121 | Izdebnik | przysiółek |
| 0647090 | Jamnica  | część wsi  |
| 0647138 | Kłodziny | przysiółek |
| 0647109 | Kociubaj | część wsi  |
| 0647115 | Plac     | część wsi  |

## Nazwy obiektów fizjograficznych
- las – Bór, Poletówka, Pólek,
- pole – Bory, Jeziorki, Józefów, Łysa Górka, Niwy, Poręba, Pożogi, Zagrabówka,
- wzniesienie – Wilcza Góra, Rolowa Górka,
- łąki – Izdebnice, Księża Łąka, Niwy, Sity, Rokity
- park – Park.

## Historia

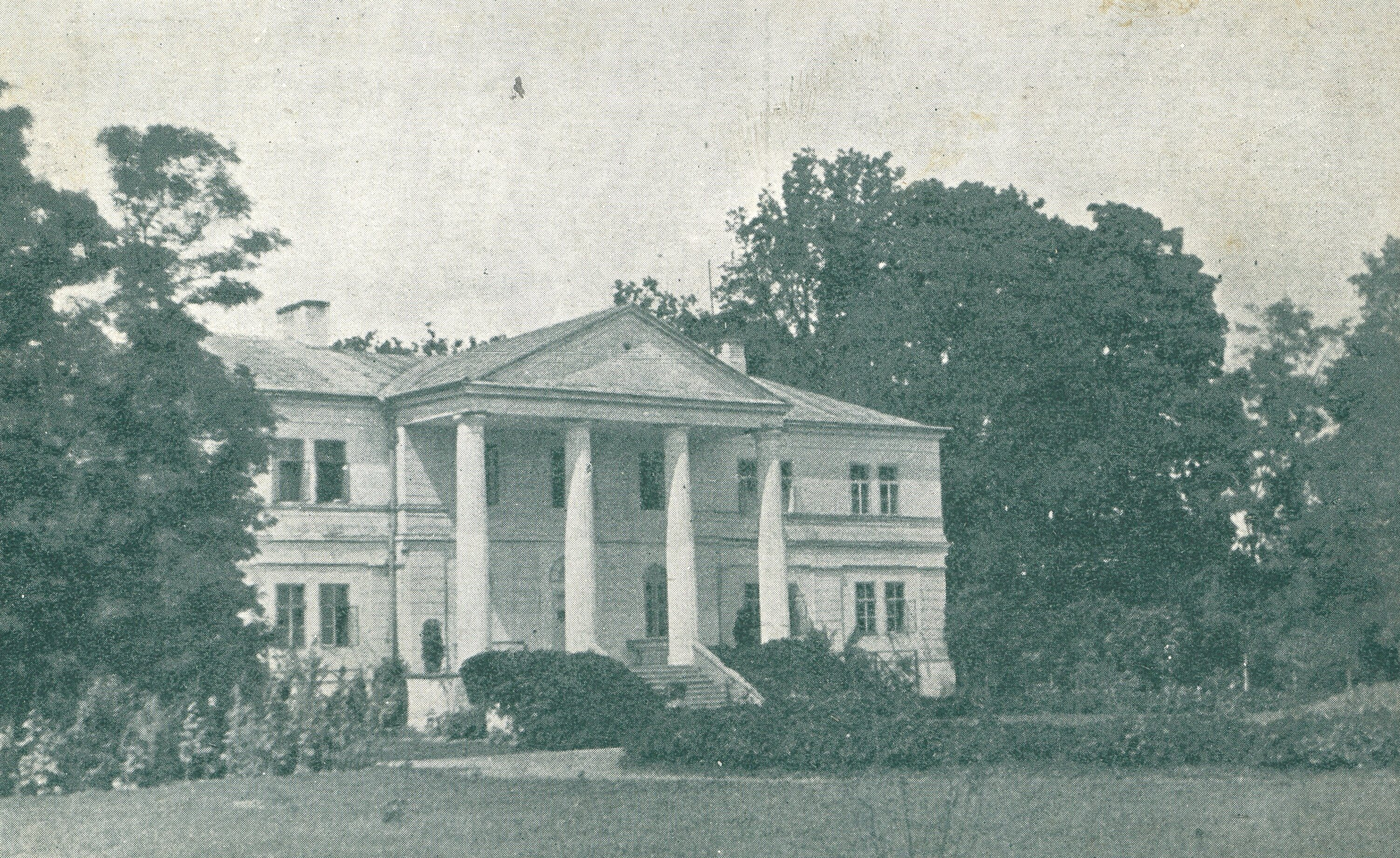
Dwór w Trzęsówce, 1939

Najstarsze pamiątki przeszłości pochodzą z początków epoki brązu. Z okresu kultury łużyckiej (1300 – 400 r. p.n.e.) zachowały się ślady rozwiniętego osadnictwa zarówno w samej Trzęsówce, jak i w sąsiednich wsiach. Znaleziska dowodzą, że żyjący tu ludzie wytworzyli kulturę materialną na wysokim poziomie i że łączyły ich zaawansowane więzi społeczne. Świadczy o tym cmentarzysko odkryte w Trzęsówce w przysiółku Jamnica oraz osada otwarta, położona na zboczu wzniesienia niedaleko od szkoły.
Przed pięcioma wiekami teren Trzęsówki nazywano Brzozą. Później pojawiła się nazwa Trzęsawka, a następnie Trzęsówka. Kotlinę, w której się mieści, przecinała dawniej rzeczka nazywana Brzozą i stąd jej okolicę też tak nazywano.
Miejscowość Brzoza, uznawana przez historyków za późniejszą Trzęsówkę, została wymieniona w dokumencie z roku 1459, mówiącym o rozgraniczeniu mieleckiego majątku Gryfitów i rzochowskiego majątku Leliwitów. Nazwa Trzęsówka została wymieniona po raz pierwszy w roku 1528, w akcie rozgraniczenia podmieleckiej posiadłości ówczesnego króla Kazimierza Jagiellończyka i majątku Stanisława Mieleckiego.
Płaskowyż dzisiejszej Trzęsówki jest otoczony na zachodzie i północy lasem, położony na lekko obniżonym terenie. Być może kiedyś znajdowały się tam bagna i trzęsawiska, które były charakterystyczne dla Puszczy Sandomierskiej. Stąd też mogła zaistnieć nazwa – Trzęsawka czy Trzęsówka. Zachodnia i południowo-wschodnia strona płaskowyżu jest równa i wyżej położona. Skrajem jego prowadzi droga od Mielca do Cmolasu. Powstały wzdłuż jej traktu, znacznie później niż Trzęsówka wieś Kosowy, Przyłęk – usytuowane w połowie drogi z Kolbuszowej do Mielca.
Trzęsówka jest dziełem akcji osadniczej rodu Mieleckich herbu Gryf z I połowy XV wieku. Należała do parafii w Mielcu, diecezji krakowskiej, była własnością Stanisława Mieleckiego, kasztelana wiślickiego, później krakowskiego. Po jego śmierci część majątku w powiecie sandomierskim, między innymi Trzęsówkę, odziedziczył jeden z synów zmarłego, Hieronim Mielecki. Następnie córka tego ostatniego Anna, sprzedała część własności.

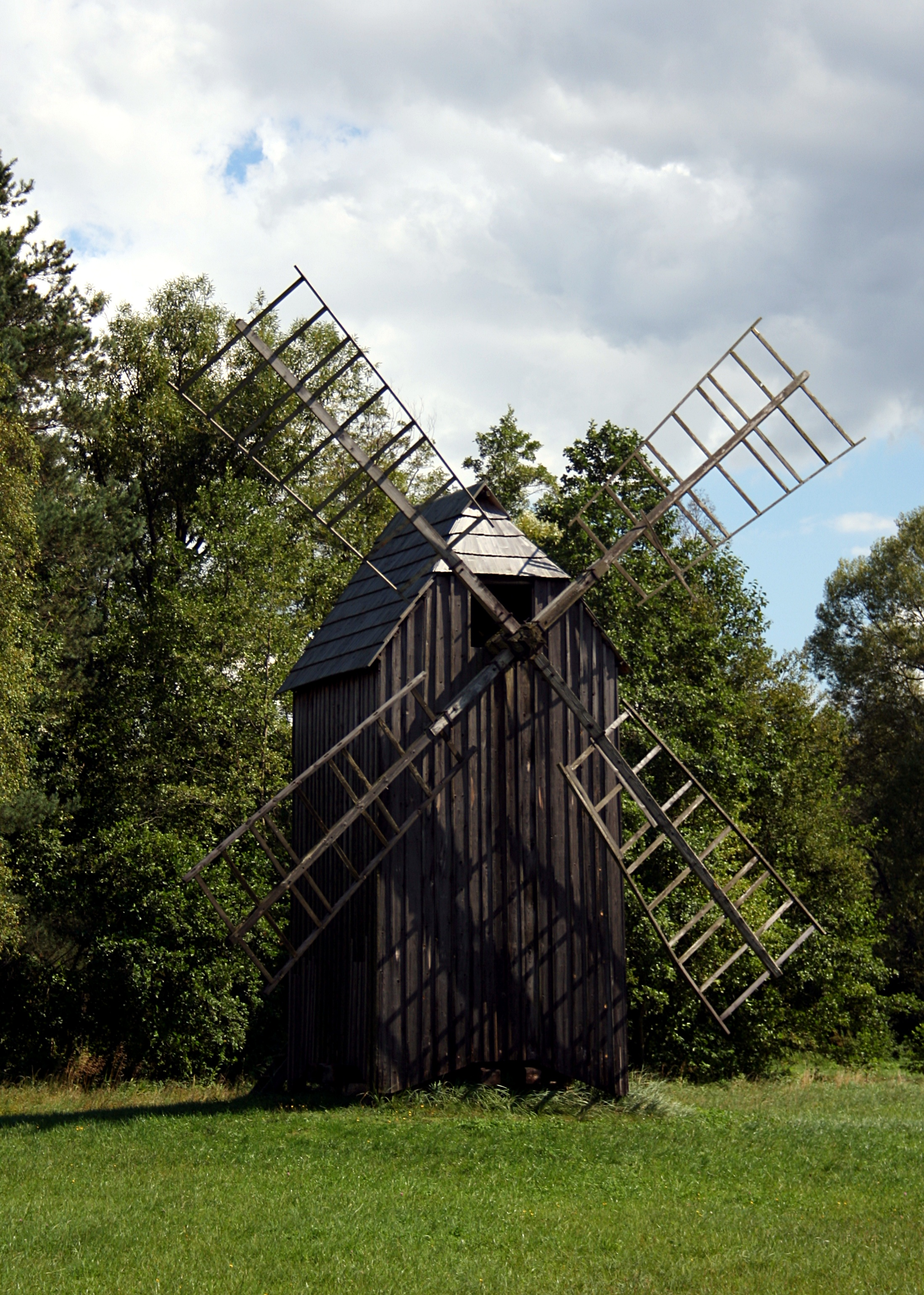
Wiatrak koźlak z Trzęsówki, znajdujący się na terenie Muzeum Kultury Ludowej w Kolbuszowej

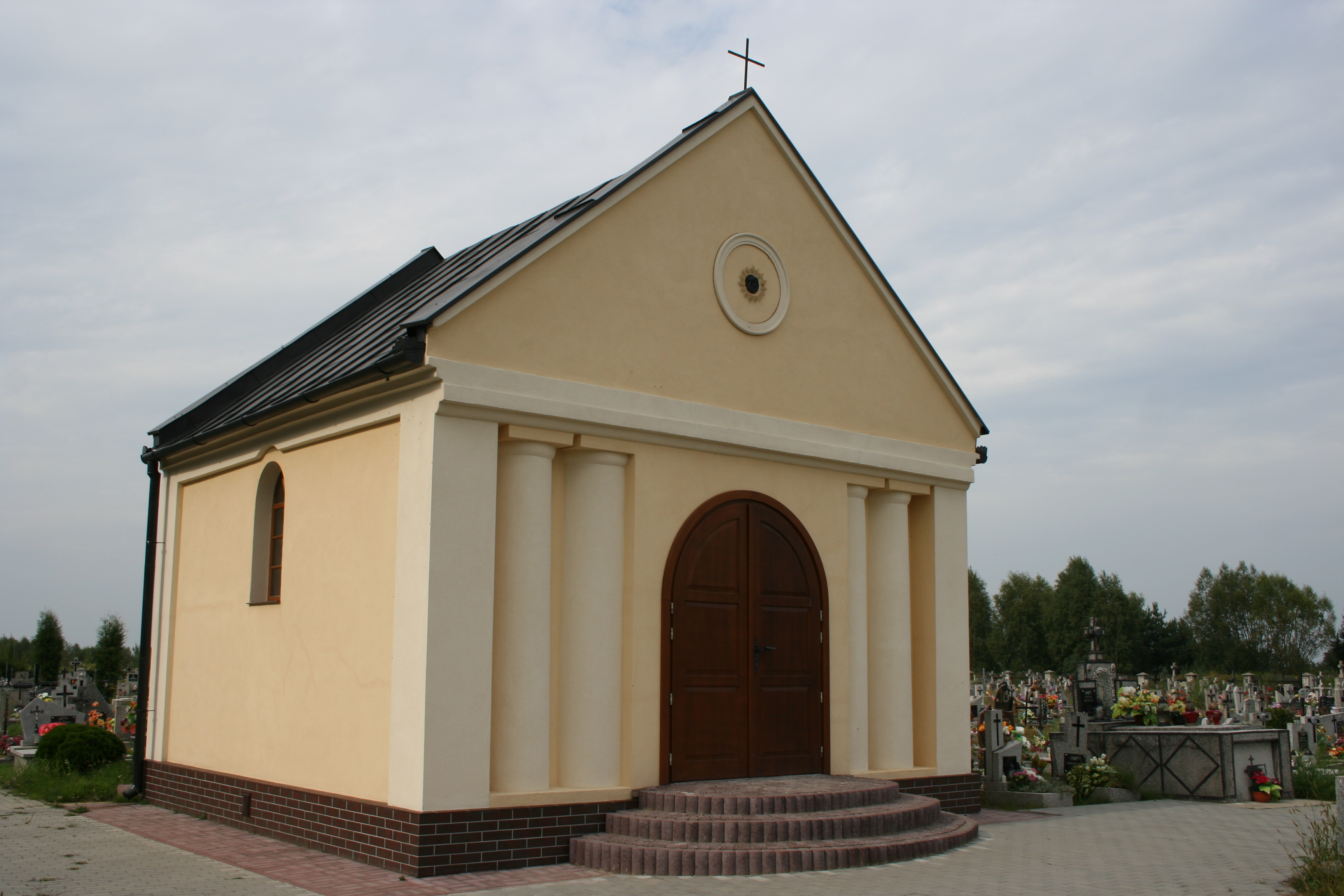
Kaplica cmentarna z 1863

Na początku XVII wieku nabywcą części ziem i Trzęsówki stał się Stanisław Lubomirski, starosta sandomierski, jeden z największych magnatów Rzeczypospolitej. Ten hrabia na Wiśniczu dokonał podziału swojego majątku między swoich synów. Trzęsówka weszła w posiadanie najstarszego, Aleksandra Michała, a na początku XVIII wieku poprzez małżeństwo stała się własnością Pawła Karola Sanguszki.
Pod koniec XVIII wieku dobra Trzęsówki zakupili od Sanguszków Stanisław Kuczkowski i Urszula z Kosmowskich. Oni ufundowali kaplicę św. Jana Ewangelisty na użytek dworu, następnie drewniany kościółek obok pałacu na Podzamczu.
Po śmierci ostatniego z Kuczkowskich, na początku XIX w., Trzęsówka przeszła w ręce Antoniny i Józefa Piaseckich. W latach 1818 – 1882 Józef Piasecki zbudował (prawdopodobnie w miejscu starego dworu) duży, murowany, piętrowy pałac, ozdobiony potężnymi kolumnami. Za jego czasów cesarz austriacki zniósł pańszczyznę, chłopi dostali na własność dzierżawione dotąd ziemie. Ksiądz proboszcz założył z pomocą dziedzica szkołę parafialną. Budynek jej postawiono na zachód od kaplicy. Równocześnie utworzono na zachód od szkoły w kierunku Koczubaja cmentarz parafialny.
Nazwę tego przysiółka wiąże ludowa tradycja z zamieszkaniem tam w czasach średniowiecznych beja, tatarskiego pana. Można domyślać się, że być może osadzili się tu jeńcy tatarscy, a wśród nich był Koczubaj, znaczniejszy Tatar i stworzoną osadę nazwano jego imieniem. Nie ma wystarczających dowodów na osadnictwo tatarskie.
W 1920 r. właścicielem pałacu i folwarku zostaje Gawin Niesiołowski. Służył on najprawdopodobniej w odrodzonym wojsku polskim, brał udział w wojnie polsko-bolszewickiej z lat 1919 – 1920 i dostał się do niewoli rosyjskiej. Nie zachowała się na ten temat żadna wiadomość oprócz tej, że Jan Gawin zmarł w tej niewoli w listopadzie 1920 r. Wiadomość o tym podaje tablica pamiątkowa, zrobiona być może przez Różę Celinę i umieszczona na lewej ścianie osiemnastowiecznej, trzęsowskiej kaplicy św. Anny, późniejszego prezbiterium tamtejszego kościoła. Po śmierci męża posiadłością zajmowała się Celina Niesiołowska, która niedługo wyszła powtórnie za mąż za Józefa Otowskiego. Po rozwodzie z nim pani Celina opiekowała się samodzielnie majątkiem aż do wybuchu drugiej wojny światowej, gdy to Niemcy dwór zniszczyli, a fundamenty wysadzili w powietrze. Dziedziczka zaś resztę życia spędziła w Krakowie.
W Trzęsówce z dawnych czasów pozostał park podworski o urozmaiconym drzewostanie (rośnie w nim m.in. tulipanowiec).
W maju 2015 w drewnianym kościele św. Anny kręcono sceny do filmu Wojciecha Smarzowskiego pt. Wołyń.

## Zabytki
Według rejestru zabytków NID na listę zabytków wpisane są:
- drewniany kościół parafialny pw. św. Anny z 1759 r., wieża, kaplica 1904 – 05 r., nr rej.: A-83 z 07.04.2004 r.
- cmentarz kościelny, nr rej.: j.w.
- kaplica cmentarna z 1863, na cmentarzu parafialnym, nr rej.: A-689 z 08.11.2011 r.

## Inne dane
Stanowisko archeologiczne 1,5 km na pn. 100 m na zach. od drogi do Jagodnika. Cmentarzysko płaskie z wczesnej epoki żelaza (650 – 400,p.n.e), okres halsztycki, kultura łużycka. Groby całopalne w jamach lub popielnicach. Badania 1959 i 1961. Zbiory w Muzeum Okręgowym w Rzeszowie.

## Ludzie urodzeni we wsi
- Józef Mazur – nauczyciel[10], profesor Gimnazjum w Buczaczu[11]

## Transport
W miejscowości znajdują się 4 przystanki autobusowe, obsługiwane przez 3 firmy autokarowe: PKS Rzeszów, PKS Tarnobrzeg, MARKPOL.